# Lorquí
Lorquí település Spanyolországban, Murciában. Lorquí Alguazas, Ceutí, Archena és Molina de Segura községekkel határos. Lakosainak száma 7770 fő (2024).

## Népesség
A település népessége az elmúlt években az alábbi módon változott:
| Lakosok száma | 5706 | 6115 | 6714 | 6996 | 6983 | 6948 | 7039 | 7141 | 7510 | 7770 |
|               | 2001 | 2004 | 2007 | 2009 | 2012 | 2014 | 2017 | 2019 | 2022 | 2024 |